# Mikroskopia z modulacją siły
Mikroskopia z modulacją siły (z ang. FMM - Force Modulation Microscopy) - tryb pracy mikroskopu SPM polegający na skanowaniu powierzchni sondą umieszczoną na dźwigience poddawanej periodycznie zmiennemu wychyleniu. Amplituda wychylenia zmienia się w zależności od lokalnych różnic we właściwościach sprężystych materiału. Otrzymywany obraz jest jednocześnie obrazem topografii próbki. Dla wyodrębnienia samych właściwości sprężystych stosuje się dodatkowo tryb kontaktowy AFM.